# ルーサー・イングラム
ルーサー・イングラム（Luther Ingram, 1937年11月30日 - 2007年3月19日）は、 アメリカ合衆国のソウル歌手。 

## 来歴
テネシー州ジャクソン生まれ。少年のころから兄弟と一緒に作曲などの音楽活動を始め、1969年にシングル盤デビューした。3年後、1972年のシングル「（イフ・ラヴィング・ユー・イズ・ロング）・アイ・ドント・ウォント・トゥ・ビー・ライト」がビルボード3位、ソウル1位の大ヒットになった。同曲は、72年年間チャートでも34位にランクした。なお、ミリー・ジャクソンやバーバラ・マンドレルによるカバーも存在する。1987年ごろまで活躍し、ソウル・チャートでのシングル・ヒット20曲（ソウル・チャート1位1曲）、チャートイン・アルバム3作を発表した。不倫の恋をテーマにしたヒットや、その他の曲で音楽史に記録されている。
1999年に腎移植を受け、これを機会に本人の名前を冠した腎臓病の患者を支援する基金を設立して、病気療養しながら社会活動も行っていた。2007年、患っていた糖尿病などがもとでイリノイ州の病院で死去した。69歳。 